# Močna baza
Možna baza ali močni lug je baza, ki v vodi popolnoma disociira do kationa in hidroksidnega aniona (OH-).
Primer popolne disociacije močne baze je disociacija natrijevega hidroksida do natrijevega kationa in hidroksidnega aniona:
NaOH → Na+
 + OH−

Nekatere močne baze, npr. kalcijev hidroksid, sicer niso dobro topne v vodi, vendar pa tisti delež take kisline, ki se raztopi v vodi, tudi 100-odstotno disociira do kationa in aniona.

## Stopnja disociacije
Stopnja disociacije (α) je pri močnih bazah višja od 0,8 (pri šibkih bazah pa nižja od 0,4):
{\displaystyle {\text{stopnja disociacije}}={\frac {\mbox{število disociiranih molekul}}{\mbox{število vseh molekul}}}}

## Predstavniki
Med močne baze običajno uvrščamo hidrokside kovin prve in druge skupine periodnega sistema, npr.:
- LiOH – litijev hidroksid
- NaOH – natrijev hidroksid
- KOH – kalijev hidroksid
- RbOH – rubidijev hidroksid
- CsOH – cezijev hidroksid
- Ca(OH)2 – kalcijev hidroksid
- Sr(OH)2 – stroncijev hidroksid
- Ba(OH)2 – barijev hidroksid